# YGEX
YGEX es un sello discográfico japonés establecida en conjunto por la empresa japonesa AVEX y la empresa surcoreana YG Entertainment el 12 de abril de 2011, Esta es la primera vez que una compañía de entretenimiento coreana establece un sello discográfico en Japón.
El nombre del sello, YGEX, es un acrónimo de las empresas involucradas, YG Entertainment y AVEX, y tiene dos significados: «Experiencia» y «Exclusivo».

## Descripción general
La agencia es exclusivamente para cantantes firmados con YG Entertainment. El propósito de crear un sello dedicado es proteger la musicalidad de YG tal como es. YG se mostró más reservado al expandirse a Japón que otras empresas de Corea del Sur. Esto se debe a que fue una carga abandonar las características musicales de la compañía y «convertirse en música japonesa» al entrar en Japón.
Al crear un sello exclusivo allí, se protegió el compromiso musical de YG. En el lanzamiento del sello, el presidente de AVEX, Max Matsuura, declaró que establecería un "sonido YGEX " que no fuera ni K-POP ni J-POP.

## Artistas actuales
- TREASURE

## Antiguos artistas
- SE7EN
- Gummy
- 2NE1
- SEUNGRI – Se retiró de la industria del entretenimiento en marzo de 2019.
- B.I (de  iKON)
- BLACKPINK – Transferidas a Interscope Records / Universal Music en 2019.
- GD&amp;TOP (subunidad de BIGBANG)
- iKON
- BIGBANG
  - DAESUNG
  - GD (G-DRAGON)
  - TAEYANG
- WINNER
- SECHSKIES